# Otospermophilus
Otospermophilus és un gènere de rosegadors de la família dels esciúrids que conté tres espècies oriündes de Nord-amèrica. Tenen una llargada corporal de 38-58 cm, sense comptar la cua, que fa 15,6-27,8 cm i recorda més les cues dels esciürinis que les dels altres xerins. Les orelles fan 16-35 mm i les potes posteriors 51-68 mm.
Les dues espècies d'aquest gènere tenen el dors amb taques de color marró. Les espatlles i el clatell tenen marques clares en forma de mitja lluna.